# Bad Love Experience
Bad Love Experience è stato un gruppo musicale indie rock italiano originario di Livorno, attivo dal 1999 al 2017.

## Storia
Il gruppo nasce nel 1999 a Livorno fra i banchi del Liceo da un'idea di Valerio Casini (voce, chitarra e autore dei brani), Emanuele Voliani (basso, cori), Gabriele Bogi (batteria) ed Edoardo Borghini (chitarra). Nel corso degli anni la formazione subisce diversi cambiamenti. Tra il 2014 e il 2017 il gruppo si stabilizza nella seguente formazione: Valerio Casini, Emanuele Voliani, Gabriele Bogi, Marco Capozzi (chitarra, cori) e Ivan Antonio Rossi (tecnico del suono, programming, sintesi analogica).
Dopo alcuni demo e partecipazioni a compilation varie, la band comincia ad attirare l'attenzione di pubblico e addetti ai lavori locali.
Nel 2006 la band pubblica per l’etichetta livornese Mabel Records l'omonimo album d'esordio Bad Love Experience, registrato da Fabrizio Brilli (Ottavo Padiglione) all'Iris Studio di Livorno e masterizzato da Mass Giorgini presso il Sonic Iguana Studio di Lafayette (USA). L'album riceve il riconoscimento come miglior opera prima da parte della rivista Il Mucchio Selvaggio per il premio "Fuori dal Mucchio" nel 2008 e porta il gruppo in giro per Italia ed Europa per una tournée promozionale.
Nel 2009 esce per Mabel / Tannen / Inconsapevole Records il secondo album Rainy Days, registrato con il produttore americano Justin Perkins presso il Big Wave Studio di Livorno e masterizzato da Trevor Sadler (Mastermind Productions). Tre brani dell’album, insieme a due composizioni originali, vengono inclusi nella colonna sonora del film La prima cosa bella di Paolo Virzì. La canzone "21st Century Boy" riceve una nomination ai David di Donatello 2010 come miglior canzone originale. Il gruppo suona per oltre 100 date di promozione fra Italia ed Europa, spingendosi fino in Russia per un paio di date a Mosca e San Pietroburgo.
Il 14 febbraio 2012 la band pubblica Pacifico (Black Candy / Tannen Records), una sorta di concept album tra l'indie, il folk e la psichedelia etnica, 14 brani che aprono e chiudono un ciclo che raccoglie tutta l'esperienza live e in studio della band fino a quel momento. L'album viene registrato e prodotto insieme a Justin Perkins e Ivan Antonio Rossi presso il Sam World di Lari. La copertina viene disegnata dall'artista Sanja Glisic (https://sanyaglisic.com/). Il disco porta la band in tour per tutta Italia e viene accolto molto positivamente dalla critica (https://www.rockit.it/intervista/repubblica-italiana-altre-storie, https://www.ondarock.it/recensioni/2012_badloveexperience_pacifico.htm), comparendo in diverse classifiche alternative di settore come uno dei migliori album del 2012. Secondo Rockit, Pacifico è "una bella prova di maturità", mentre OndaRock descrive l’album come "un lavoro vivo, caldo e ben arrangiato, che sa rinnovare con gusto la lezione folk-rock del passato".
Pacifico viene seguito da Believe Nothing nel 2015, pubblicato da Inner Animal Recordings, Retroazione Compagnie Fonografiche, Cappuccino Records e The Cage Club. L'album segna l'ingresso in pianta stabile nella band del quinto componente, Ivan Antonio Rossi. Il sassofonista Beppe Scardino in arte Tyto partecipa alla produzione in qualità di arrangiatore di archi e ottoni. Per promuovere il lancio del disco il gruppo realizza, in collaborazione con la videomaker Ambra Lunardi e il videomaker Marco Bruciati, un cortometraggio che racconta, attraverso la musica e le immagini, il concetto lirico ed emotivo del disco incentrato sulla crescita. Il cortometraggio viene arricchito dai disegni animati di Tommaso Eppesteingher. Il gruppo parte per quella che sarà l'ultima tournée in giro per tutta Italia, con una formazione coadiuvata dai turnisti Gianni Niccolai, Francesco Benvenuti e Paolo Peawee Durante. Dopo quest’ultimo lavoro, la band registra un nuovo album presso il Sam World Studio di Lari con Ivan Antonio Rossi in regia. Il disco, intitolato provvisoriamente Unfinished Album, non verrà mai pubblicato. La band interrompe l’attività nel 2017.
Nel 2014 la band partecipa alla fondazione del collettivo ed etichetta indipendente Inner Animal Recordings, ancora attivo, con l’obiettivo di supportare la scena musicale indipendente locale. All’interno del collettivo hanno militato gruppi come Jackie O's Farm, Nu, Mandrake e militano oggi gruppi come The Candydates (con ex membri di Bad Love Experience e Jackie O's Farm), Inframellow, Tanaka's, Who's To Blame e I Denti di Cane.
Nel corso della carriera, la band ha ricevuto recensioni positive anche da portali e riviste musicali europee.

## Partecipazioni e Collaborazioni
I Bad Love Experience hanno condiviso il palco con artisti come Down by Law, Travoltas, Piano Magic, Futureheads, Ted Leo and the Pharmacists, Even in Blackouts, e partecipato a festival nazionali come il MiAmi e l’Italia Wave Love Festival. Hanno inoltre suonato in contesti internazionali come il Cavern Club di Liverpool.
Nel 2013 la band partecipa al progetto Song Reader di Beck, realizzando una versione originale del brano "Eyes That Say I Love You" con un collettivo di musicisti tra cui Beppe Scardino, Paolo "Peewee" Durante, Tony Cattano, Martina Benifei, Anita Salvini, Luciano Turella, Filippo Ceccarini, Riccardo Filippi ed altri. Il brano viene pubblicato su YouTube con un videoclip amatoriale.

## Pubblicazioni e Videoclip
Tra le pubblicazioni extra-album figurano:
- Il vento (cover di Lucio Battisti), registrata al Sam	Studio di Lari con Ivan Antonio Rossi, videoclip di Giacomo Favilla	(2013)
- Tomorrow Never Knows (cover dei Beatles), prodotta con	Ivan Antonio Rossi e montata da Giacomo Favilla usando un filmato	del 1967 di Michael Foley (2013)
- “Eyes That Say I Love You” (cover di Beck), prodotta con	Ivan Antonio Rossi e registrata insieme al Bad Love Experience	musical collective. Video montato da Giacomo Favilla

Video ufficiali:
- 21st Century Boy – regia di Ambra Lunardi (2009)
- The Days – regia di Giacomo Favilla (2011)
- Dawn Ode – regia di Marco Bruciati (2012)
- Il vento – regia di Giacomo Favilla (2013)

Il gruppo ha inoltre collaborato con il produttore veronese Andrea Gastaldello (in arte Mingle) per una serie di remix tratti da Pacifico pubblicati su Bandcamp.

## Discografia
- Bad Love Experience (2006, Mabel Records)
- Rainy Days (2009, Mabel Records, Inconsapevole Records,	Tannen Records)
- Pacifico (2012, Tannen Records, Black Candy Records)
- Believe Nothing (2015, Inner Animal Recordings,	Retroazione Compagnie Fonografiche, Cappuccino Records, The Cage	Club)

## Formazione
1999–2003
- Valerio Casini – voce, chitarra, autore dei brani
- Emanuele Voliani – basso, cori
- Gabriele Bogi – batteria
- Edoardo Borghini – chitarra

2003–2008
- Valerio Casini
- Emanuele Voliani
- Gabriele Bogi

2008–2011
- Valerio Casini
- Emanuele Voliani
- Gabriele Bogi
- Claudio Laucci – piano, organo

2011–2014
- Valerio Casini
- Emanuele Voliani
- Gabriele Bogi
- Marco Capozzi – chitarra, cori

2014–2017
- Valerio Casini
- Emanuele Voliani
- Gabriele Bogi
- Marco Capozzi
- Ivan Antonio Rossi – tecnico del suono, synth, programming

## Riconoscimenti
- Bad Love Experience (2006): miglior opera prima secondo	la rivista Il Mucchio Selvaggio (Premio "Fuori dal	Mucchio", 2008)
- 21st Century Boy (2009): nomination ai David di Donatello	2010 come miglior canzone originale